# 오와세역
오와세역(일본어: 尾鷲駅)은 일본 미에현 오와세시에 있는 도카이 여객철도 기세이 본선의 역이다. 단선 · 섬식의 형태를 합친 복합 구조의 지상역이다.

## 타는 곳
| 1 | ■ 기세이 본선 | 하행 | 신구 방면              | 특급 포함        |
| 1 | ■ 기세이 본선 | 상행 | 마쓰사카 · 나고야 방면 | 특급 포함        |
| 2 | ■ 기세이 본선 | 상행 | 마쓰사카 · 나고야 방면 | 보통 열차의 일부 |

## 이용 현황
| 연도     | 하루 평균 승차 인원 | 연도     | 하루 평균 승차 인원 |
| 1998년도 | 995                 | 2005년도 | 735                 |
| 1999년도 | 983                 | 2006년도 | 660                 |
| 2000년도 | 920                 | 2007년도 | 623                 |
| 2001년도 | 856                 | 2008년도 | 561                 |
| 2002년도 | 807                 | 2009년도 | 531                 |
| 2003년도 | 797                 | 2010년도 | 546                 |
| 2004년도 | 762                 |          |                     |
| -------- | ------------------- | -------- | ------------------- |

## 역 주변
- 오와세 시청
- 오와세 진자
- 오와세 현민 센터
- 오와세 보건 복지 사무소
- 오와세 농림수산상공 환경 사무소
- 오와세 건설 사무소
- 기슈 지역 농업 개량 보급센터
- 기슈 아동상담소
- 나고야 세관 욧카이치 세관지서 오와세 출장소
- 일본연금기구 오와세 연금 사무소
- 일본 해상보안청 제4관구 해상보안본부 오와세 해상보안부
- 일본 기상청 도쿄 관구 기상대 쓰 지방 기상대 오와세 관측소
- 주부 지방 정비국 기세이 국도 사무소 오와세 유지 출장소
- 오와세 시립 문화 자료관
- 오와세 항

## 인접 정차역
| 도카이 여객철도 기세이 본선 | 도카이 여객철도 기세이 본선 | 도카이 여객철도 기세이 본선 |
| --------------------------- | --------------------------- | --------------------------- |
| 아이가 가메야마 방면        | ■ 기세이 본선               | 오소네우라 신구 방면        |